# José García-Nieto Romero
José García-Nieto Romero conocido como Nieto (Madrid, 8 de noviembre de 1915-Librilla, 17 de marzo de 1998) fue un futbolista español.
Jugó de delantero en Primera División de España con el Atlético de Madrid y Fútbol Club Barcelona y en Primera División de Francia con el F. C. Sète.

## Trayectoria
Nieto vivió en Madrid hasta los 8 años en que se trasladó a Alicante por motivo de trabajo de su padre que era fotógrafo. Comenzó a jugar de niño en el colegio Salesianos de Alicante. En la temporada 1930/31 se inicia en el fútbol federado con el Alicante Football Club en el Campeonato Regional B, en la siguiente temporada jugó en Tercera división. Jugó posteriormente con el Hércules Football Club, equipo que tuvo que dejar al ir destinado a Madrid al servicio militar. De ahí pasa a jugar en 1934 con el Atlético de Madrid en Primera división. Al estallar la guerra civil española se marcha destinado a Teruel participando en la Batalla del Ebro. En 1939 ingresó en el Campo de concentración de Argelès-sur-Mer al pasar la frontera francesa, donde consigue liberarse al mediar el F. C. Sète, equipo francés con el que jugó en Primera división. A su regreso a España jugó en el Levante en la temporada 1941/42 lo fichó el Valencia pero que tras jugar varios amistosos y al estar condenado a la suplencia con los Mundo, Epi, Amadeo, Asensi y Gorostiza, se marchó cedido al Barcelona que lo solicitó al lesionarse su delantero Mariano Martín. Tras otra cesión al Club Deportivo Alcoyano, termina contrato con el Valencia y finaliza su carrera en el Levante.
Tuvo una escueta trayectoria como entrenador, primero en el Club Maghreb el Akssa de Tánger,en los años 50 y luego en Segunda división española con el Algeciras Club de Fútbol y Real Balompédica Linense. Tras esta etapa de entrenador dejó por completo el fútbol y entró a trabajar por oposición en el Diario Pueblo.
| Club                  | País    | Periodo   |
| --------------------- | ------- | --------- |
| Alicante C. F.        | España  | 1930-1932 |
| Hércules C. F.        | España  | 1932-1933 |
| Atlético de Madrid    | España  | 1934-1935 |
| Recreativo de Granada | España  | 1935-1936 |
| Cartagena FC          | España  | 1936-1937 |
| Gimnástico C. F.      | España  | 1936-1937 |
| F. C. Sète            | Francia | 1939      |
| Levante U. D.         | España  | 1939-1941 |
| Valencia C. F.        | España  | 1941-1942 |
| F. C. Barcelona       | España  | 1941-1942 |
| C. D. Alcoyano        | España  | 1942-1943 |
| Levante U. D.         | España  | 1943-1944 |